# Linia de metrou M2 (Budapesta)
Linia M2 este a doua linie de metrou din Budapesta. Ea conectează partea de vest a capitalei Gara Déli, cu partea de est, Örs vezér tere.

## Istorie
Primele planuri pentru prezentele două linii au fost făcute în 1942. Lina a doua de metrou 2 a fost planificată inițial pentru a conecta două mari gări, Keleti (de Est) și Déli (de Sud). Au dorit să finalizeze linia în anul 1955, dar construcția a încetat din cauza problemelor financiare și politice din 1954 până în 1963. Acesta a fost deschisă în cele din urmă cu șapte stații pe 4 aprilie (o vacanță comunistă în Ungaria) 1970. O majoră reconstrucție a căii de rulare și a stațiilor a fost realizată între 2004 și 2008, cu noi trenuri sosite în 2010.
Rulează într-o direcție est-vest, și totuși este, de asemenea, singura linie în funcțiune care trece fluviul Dunărea și ajunge la Buda (partea de vest a Budapestei). Ea are două stații de intersecție cu liniile de metrou 1 și 3 la Piața Deák Ferenc și la Gara Keleti (Keleti pályaudvar) cu linia 4.

## Distanța intre stații
| Nr. crt. | Intervalul                          | Distanța (m) |
| -------- | ----------------------------------- | ------------ |
| 1.       | Déli pályaudvar – Széll Kálmán tér  | 880          |
| 2.       | Széll Kálmán tér – Batthyány tér    | 1010         |
| 3.       | Batthyány tér – Kossuth tér         | 700          |
| 4.       | Kossuth tér – Deák Ferenc tér       | 1030         |
| 5.       | Deák Ferenc tér – Astoria           | 520          |
| 6.       | Astoria – Blaha Lujza tér           | 860          |
| 7.       | Blaha Lujza tér – Keleti pályaudvar | 760          |
| 8.       | Keleti pályaudvar – Stadionok       | 1990         |
| 9.       | Stadionok – Pillangó utca           | 950          |
| 10.      | Pillangó utca – Örs vezér tere      | 1280         |